# Vin Santo Montepulciano Occhio di Pernice
Il Vin Santo Montepulciano Occhio di Pernice è un vino DOC la cui produzione è consentita nella provincia di Siena.

## Caratteristiche organolettiche
- colore: tra ambrato e topazio con ampia unghia rossiccia che si fa marrone con l'età
- odore: profumo intenso ricco complesso di frutta matura e altre sfumature
- sapore: fine persistente, con retrogusto dolce

## Abbinamenti consigliati
Tipici dolci toscani secchi o dolci altamente zuccherini

## Produzione
Provincia, stagione, volume in ettolitri
- nessun dato disponibile